# USS Kidd (DDG-100)
USS Kidd (DDG-100) — 50-й эскадренный миноносец из серии запланированных к 13 сентября 2002 г. 62 эсминцев УРО типа «Арли Бёрк», строительство которых было одобрено Конгрессом США.